# Pachydissus thibetanus
Pachydissus thibetanus là một loài bọ cánh cứng trong họ Cerambycidae.